# Presijan II.
Presijan II. (bugarski Пресиян II) bio je bugarski plemić koji je postao car Bugarske te je vladao vrlo kratko, 1018. godine. Moguće je da je rođen oko 997. te da je umro oko 1060. Budući da je bio najstariji sin cara Bugarske, Presijan je imao pravo na bugarski tron, ali se njegovo ime ne može naći na mnogim popisima bugarskih vladara zbog iznimno kratke vladavine.

## Biografija
Presijan je bio sin bugarskog cara Ivana Vladislava i njegove supruge Marije. Car Ivan je umro u bitci kod Drača u veljači 1018. te je nakon njegove smrti bizantski car Bazilije II. izvršio invaziju na Bugarsku. Mnogi su bugarski plemići prihvatili Bazilija kao svog novog vladara, uključujući bugarskog patrijarha Davida i caricu udovicu Mariju, ali je ipak bilo onih koji su pružili potporu Presijanu, koji je sa svojom braćom, Aronom i Alusijanom, vodio ustanak protiv cara Bazilija. Presijan se na kraju ipak morao predati te je primljen među grčko plemstvo, postavši magistros (grčki μάγιστρος).
Premda je Presijan postao grčki plemić, ipak je bio uključen u urotu protiv cara Konstantina VIII., a kasnije je, zajedno s majkom, postao sudionik u uroti protiv cara Romana III. te je namjeravao oženiti bizantsku princezu Teodoru. Nakon što su otkriveni, i Presijan i njegova majka su bili kažnjeni – ona se morala povući u manastir, dok je Presijan bio oslijepljen te je postao redovnik. Nije poznato kada je i gdje umro, ali je moguće da je otišao u Mađarsku jer je u Michalovcu (danas dio Slovačke) pronađen nadgrobni spomenik nekog „kneza Presijana”.